# الت-ل-بن
الت-ل-بن (به فرانسوی: Alet-les-Bains) یک کامین در فرانسه است که در Canton of Limoux واقع شده‌است.

## خصوصیات
الت-ل-بن ۲۳٫۵۴ کیلومترمربع مساحت و ۴۳۵ نفر جمعیت دارد و ۲۰۴ متر بالاتر از سطح دریا واقع شده‌است.